# Aptenocanthon jimara
Aptenocanthon jimara är en skalbaggsart som beskrevs av Ross Storey och Geoff B. Monteith 2000. Aptenocanthon jimara ingår i släktet Aptenocanthon och familjen bladhorningar. Inga underarter finns listade.